# ارنست ولفگانگ بکنفرده
ارنست ولفگانگ بُکِنفُرده (به آلمانی: Ernst-Wolfgang Böckenförde ، زاده: ۱۹ سپتامبر ۱۹۳۰ در کاسل) محقق، قاضی و حقوقدان آلمانی بود. او پروفسور دانشگاه فرایبورگ و نویسنده بیش از ۲۰ کتاب و ۸۰ مقاله مربوط به نظریه قانونی و قانون اساسی بود. بکنفرده عضو مکتب ریتر بود.
او در ۲۵ فوریه ۲۰۱۹ درگذشت.

## آثار
دولت، جامعه و آزادی ۱۹۹۱
نظریه سیاسی و اساسی ۲۰۱۷